# Cynaeda yaminalis
Cynaeda yaminalis là một loài bướm đêm trong họ Crambidae.